# Episodi di CSI: Vegas (seconda stagione)
La seconda stagione della serie televisiva CSI: Vegas, composta da 21 episodi, è stata trasmessa in prima visione negli Stati Uniti d'America da CBS dal 29 settembre 2022 al 18 maggio 2023.
In Svizzera la stagione è stata trasmessa in prima visione in lingua italiana da RSI LA1 dall'11 gennaio al 19 luglio 2023, mentre in Italia è stata trasmessa da Rai 2 dall'11 giugno all'11 luglio 2023.
| n° | Titolo originale       | Titolo italiano         | Prima TV USA      | Prima TV in italiano |
| -- | ---------------------- | ----------------------- | ----------------- | -------------------- |
| 1  | She's Gone             | La stanza degli specchi | 29 settembre 2022 | 11 gennaio 2023      |
| 2  | The Painted Man        | Fred                    | 6 ottobre 2022    | 18 gennaio 2023      |
| 3  | Story of a Gun         | Il pezzo mancante       | 13 ottobre 2022   | 25 gennaio 2023      |
| 4  | Koala                  | Il koala                | 20 ottobre 2022   | 1º febbraio 2023     |
| 5  | In Harm's Way          | Festa a sorpresa        | 27 ottobre 2022   | 8 febbraio 2023      |
| 6  | There's the Rub        | Fuori menu              | 3 novembre 2022   | 15 febbraio 2023     |
| 7  | Burned                 | Fuoco e fiamme          | 10 novembre 2022  | 22 febbraio 2023     |
| 8  | Grace Note             | Un giglio nel deserto   | 8 dicembre 2022   | 1º marzo 2023        |
| 9  | In the White Room      | Il Basilisco            | 15 dicembre 2022  | 26 aprile 2023       |
| 10 | Eyeballs               | Virale                  | 5 gennaio 2023    | 3 maggio 2023        |
| 11 | Trinket                | Cara                    | 12 gennaio 2023   | 10 maggio 2023       |
| 12 | When the Dust Settles  | Polvere alla polvere    | 2 febbraio 2023   | 17 maggio 2023       |
| 13 | Boned                  | Ossa                    | 9 febbraio 2023   | 24 maggio 2023       |
| 14 | Third Time's the Charm | Non c'è due senza tre   | 16 febbraio 2023  | 31 maggio 2023       |
| 15 | Ashes, Ashes           | Strategia di gioco      | 2 marzo 2023      | 7 giugno 2023        |
| 16 | We All Fall Down       | In Cauda Venenum        | 9 marzo 2023      | 14 giugno 2023       |
| 17 | The Promise            | La promessa             | 30 marzo 2023     | 21 giugno 2023       |
| 18 | Fractured              | Dietro la maschera      | 13 aprile 2023    | 28 giugno 2023       |
| 19 | Dead Memories          | Memorie perse           | 4 maggio 2023     | 5 luglio 2023        |
| 20 | Shell Game             | Sangue e pistacchio     | 11 maggio 2023    | 11 luglio 2023       |
| 21 | Dying Words            | Le ultime parole        | 18 maggio 2023    | 11 luglio 2023       |

## La stanza degli specchi
- Titolo originale: She's Gone
- Diretto da: Kenneth Fink
- Scritto da: Jason Tracey

### Trama
Una vecchia conoscenza, Catherine Willows chiede a Maxine di riassumerla nel CSI come consulente (dopo essere stata licenziata dal consiglio di amministrazione del casinò costruito dal padre, l' "Eclipse") poiché desidera indagare sulla scomparsa di una sua allieva del corso di Scienze Forensi e amica, Grace Huang, alla quale aveva trovato un lavoro come cameriera presso lo stesso locale. Altri personaggi sono entrati nella squadra: Beau Finado, un tecnico forense super specializzato e molto scrupoloso, la dottoressa Sonya Nikolayevich, medico legale, e il suo assistente nonché fratello maggiore Jack. A gestire la parte investigativa delle varie indagini vi è Serena Chavez, una detective della Omicidi di Las Vegas che da un paio di mesi ha una relazione sentimentale con Folsom. Allie torna dopo un periodo di addestramento presso l'ufficio FBI di Los Angeles. Il caso di cui tutti devono occuparsi riguarda l'assassinio di una dominatrice ritrovata nei pressi della struttura dove esercitava.
- Guest star: Marg Helgenberger (Catherine Willows), Kathleen Wilhoite (dottoressa Diane Auerbach), Joe Gillette (Alan Herskovitz), Patrick Cage (Lamont Moore), Sarah Gilman (Penelope "Penny" Gill), Sue Zen Chew (Grace Huang), Mary Alyce Kania (infermiera), Devyn LaBella (Lynn Zobrist), Davey Johnson (Tomas), BZ Cullins (Michael Ellis), Adela Paez (Gina).
- Ascolti Italia: telespettatori Template:Formatnu:848000 – share 5,00%[2]

## Fred
- Titolo originale: The Painted Man
- Diretto da: Sam Hill
- Scritto da: Craig O' Neill

### Trama
A Halloween, un manichino dipinto di vernice che fa parte degli oggetti di scena di una casa degli orrori, cade e rompendosi rivela al proprio interno un vero cadavere. Il primo a essere sospettato è Gene Farrow, un tizio ossessionato dal genere horror e che Allie insiste per arrestare, facendoselo nemico. Intanto, Catherine, su consiglio di Max, chiede aiuto a Folsom per l'indagine segreta sulla scomparsa di Grace e i due, nel deserto, individuano la sua probabile tomba; anche un'altra membro del consiglio del casinò, Jodi Wallach (che aveva votato contro la sua estromissione) si schiera dalla parte di Catherine. 
- Guest star: Sherri Saum (Jodi Wallach), J. P. Manoux (Gene Farrow), Joel Johnstone (Jack Nikolayevich), Sara Amini (Sonya Nikolayevich), Daniel di Tomasso (Trey), Tom Parker (Lue Jasper), Francesca Ling (Elena Tran), Sue Zen Chew (Grace Huang), Owen Szabo (Tim Harker), Tony Winters (Frank), Brian Yang (Benjamin), D. C. Douglas (Rob Carter), Alessandro Garcia (Paul Reese).
- Ascolti Italia: telespettatori 761 000 – share 4,50%[2]

## Il pezzo mancante
- Titolo originale: Story of a Gun
- Diretto da: Antonio Negret
- Scritto da: Safia M. Dirie

### Trama
Un gruppo di adolescenti si imbatte in una donna morta al volante di un'auto abbandonata in una città fantasma del Nevada. Alla vittima, Mindy, hanno sparato. Inizialmente le indagini si concentrano su un probabile cecchino, per poi supporre che il movente sia stato invece la rabbia alla guida, ma non tutto sembra quadrare. Durante la ricerca dei bossoli del proiettile, Max viene aggredita alle spalle finendo in ospedale e Folsom si sente in colpa per non essere stato con lei perché troppo impegnato a risolvere una questione personale: un amico gli chiede infatti di rilevare delle impronte su un coltello che gli è stato sottratto, insieme ad altri, per identificare il responsabile del furto.
- Ascolti Italia: telespettatori 919 000 – share 5,00%[3]

## Il koala
- Titolo originale: Koala
- Diretto da: Claudia Yarmy
- Scritto da: Anthony E. Zuiker

### Trama
L'efferato sterminio di un'intera famiglia di quattro persone a opera di tre killer mascherati sconvolge la squadra della Scientifica, in particolare la giovane Penelope "Penny" Gill, che riesce comunque a trovare, grazie all'incoraggiamento di Catherine, la giusta motivazione per proseguire nel lavoro. L'unica sopravvissuta, una neonata scampata per miracolo al massacro, forse è la chiave per individuare i responsabili. Dato che Max è ancora convalescente dopo l'aggressione subìta (nell'episodio precedente), Catherine assume il comando del gruppo, anche se i suoi pensieri sembrano in gran parte rivolti alla figlia Lindsey, con la quale ha un rapporto complicato e alla quale vorrebbe riavvicinarsi.
- Ascolti Italia: telespettatori 949 000 – share 5,90%[3]

## Festa a sorpresa
- Titolo originale: In Harm's Way
- Diretto da: Lin Oeding
- Scritto da: Graham Thiel

### Trama
Durante una festa universitaria per celebrare la vendita di una tecnologia medica a un appaltatore della Difesa, tre persone muoiono misteriosamente e molte altre finiscono all'ospedale manifestando strani sintomi. La squadra indaga nonostante le interferenze dell'FBI e fin da subito le difficoltà maggiori sembrano proprio riguardare la causa scatenante dei decessi. Nel frattempo, Catherine si rivolge alla coinquilina di Grace per trovare indizi sulla scomparsa di quest'ultima.
- Ascolti Italia: telespettatori 844 000 – share 7,30%[3]

## Fuori menù
- Titolo originale: There's the Rub
- Diretto da: Mario Van Peebles
- Scritto da: Jordana Lewis Jaffe

### Trama
Il laboratorio della Scientifica di Las Vegas indaga sulla morte di un famoso chef stellato, Dario Donnelly, pugnalato, avvelenato e lasciato nella cella frigorifera del proprio ristorante, a - 10° (quindi per l'autopsia è necessario aspettare che si scongeli); sulla scena si scopre anche il messaggio "Mi dispiace". I sospetti si concentrano fin da subito sullo staff che lavorava con lui: la hostess di sala, una cameriera, il sous-chef e il lavapiatti / tuttofare, dato che le impronte rinvenute appartengono a ciascuno di loro. Emerge che la vittima non era esattamente quello che voleva far sembrare si numerosi fan e che quasi ogni collaboratore aveva un movente per ucciderlo; alla fine l'assassino si rivela essere il lavapiatti, Albert Santoni (che ha un alias), il quale ha precedenti per aggressione e percosse: egli idolatrava lo chef ma, dopo aver visto con i propri occhi quanto male trattasse gli altri, l'illusione che aveva si è infranta e l'ha fatto scattare commettendo l'omicidio (il messaggio in realtà era "MESSY", cioè "disordinato", che è il modo in cui lo staff del ristorante chiamava Albert; Dario è stato in grado di indicare chi lo aveva ucciso). Albert si suicida lanciandosi da un tetto malgrado i tentativi di Folsom di farlo arrendere. Avendo risolto il caso, Max e la detective Chavez restituiscono a Damien (il sous-chef) il suo coltello, che non è più una prova. Nel frattempo, Max non ha ancora superato il trauma della propria aggressione (anche se non lo dà a vedere) e Folsom ne fa le spese.
- Guest star: Joel Johnstone (Jack Nikolayevich), Alberto Frezza (Albert Santoni), Rushi Kota (Damien Pak), Sara Amini (Sonya Nikolayevich), Kara Royster (Valerie Bianco), Christy St. John (Holly Prince), Sandra Valladares (line cook).
- Ascolti Italia: telespettatori 876 000 – share 5,30%[4]

## Fuoco e fiamme
- Titolo originale: Burned
- Diretto da: Benny Boom
- Scritto da: Tom Szentgyorgyi

### Trama
Un ricco immobiliarista e suo figlio, Elliott e Davis Painter, vengono trovati carbonizzati nella loro casa. I Vigili del Fuoco sono a corto di personale, quindi Folsom ed Allie devono apprendere in tempi record tutti i segreti della combustione. Sul terreno all'esterno dell'abitazione viene rinvenuta un'impronta che sembra appartenere a un bigfoot, ma esaminando il video della telecamera di sorveglianza, Max intuisce che la creatura è in realtà una persona che indossa un costume. Nel frattempo, al laboratorio arriva Bryan, il figlio di Max, che è sempre più preoccupato per il comportamento scostante e anomalo della madre (conseguenza dell'aggressione). Alla fine dell'episodio, lei ammette di avere incubi e insonnia e lui si offre di restare per un po' a casa con lei per starle vicino.
- Guest star: Luke Tennie (Bryan Roby), Robert Picardo (Carlo Rey), Sara Amini (Sonya Nikolayevich), Cyd Strittmatter (Eleanor Wilton), Brady Hender (Simon).
- Ascolti Italia: telespettatori 900 000 – share 5,40%[4]

## Un giglio nel deserto
- Titolo originale: Grace Note
- Diretto da: Gina Lamar
- Scritto da: Erika Vazquez e Siena Butterfield

### Trama
Catherine riesce finalmente a fare decisivi passi avanti nell'indagine sulla morte della sua allieva e amica Grace Huang, rintracciando in Bielorussia un gangster che frequentava il casinò "Eclipse" e riportandolo negli Stati Uniti perché convinta che sia lui ad averla uccisa. Egli si dichiara estraneo all'omicidio affermando però di sapere chi è stato e dove è seppellito il corpo, ma più tardi finge una crisi e scappa, per poi essere rinvenuto morto colpito al collo da un proiettile di grosso calibro. Nella stanza adiacente c'è il cadavere del nipote, Anton, che aveva precedenti per contraffazione. Max e Folsom sospettano che dietro la morte di Grace si nasconda un giro di riciclaggio di denaro sporco legato alle frequentazioni dell'"Eclipse". Beau deve esaminare una serie di opere d'arte false ritrovate sulla scena del crimine e sulle quali sono rimasti diversi indizi. Si scopre anche un collegamento con Rick Aziz, il direttore del casinò (e uno dei membri del consiglio che ha allontanato Catherine appena ha iniziato a porre domande su Grace), e il corpo mummificato della ragazza viene rinvenuto in un pozzo in una stazione di servizio abbandonata. Dopo la risoluzione del caso, Catherine restituisce a Max il proprio tesserino dato che era tornata soltanto per Grace e ora vuole riflettere sulla propria vita; uscendo, aggiorna la madre di Grace, la quale le dice quanto la figlia l'ammirasse e sperasse di diventare come lei un giorno. Catherine ne resta colpita e decide di restare a lavorare al CSI per continuare a ottenere giustizia per le tante altre ragazze come Grace.
- Guest star: Sherri Saum (Jodi Wallach), Sumalee Montano (Jennifer Huang), T. J. Ramini (Rick Aziz), Imelda Corcoran (Phyllis Dupont), Sara Amini (Sonya Nikolayevich), Nanrisa Lee (Lauren Tate), Veronika Dash (Katya), Nikola Djuricko (Alexander Novik), Tony Winters (Frank), Sue Zen Chew (Grace Huang), Goran Ivanovski (Mikel Koslov), Braxton Hale (Anton Koslov), Orlando Rios (paramedico), Joy Jacobson (assistente).
- Ascolti Italia: telespettatori 569 000 – share 3,10%[5]

## Il Basilisco
- Titolo originale: In the White Room
- Diretto da: Kenneth Fink
- Scritto da: Marisa Tam e Graham Thiel

### Trama
Indagando sul triplice omicidio di tre partecipanti a un weekend romantico che rievoca l'età della Reggenza, la squadra si rende conto che esiste un macabro collegamento con i precedenti casi risolti che coinvolgevano Alan Herskovitz, Lamont Moore, Lynn Zobrist e Albert Santoni / Peter Nesicolacci. Sembra che vi sia una mente diabolica e manipolatoria che muove i fili (in alcuni momenti dell'episodio si vede infatti una figura misteriosa che scrive in inchiostro argento) e li tiene d'occhio. Per districare la matassa, i CSI mettono in campo anche metodi poco ortodossi. Catherine decide di fare da mentore a Penny, chiedendo a Max di assegnarle un armadietto accanto a quello della giovane; la sprona a essere più sicura di sé (anche se inizialmente si mostra autoritaria) e a esprimere le proprie opinioni o idee invece di aspettare che siano i colleghi a farlo a suo nome. Penny cerca poi consiglio anche da Beau. Allie deve sostenere l'esame da tecnico forense di livello III di lì a pochi giorni e Folsom si offre di aiutarla a ripassare, mettendola anche alla prova e chiedendo la collaborazione di Serena. Allie prova ancora dei sentimenti per Josh (e Chavez ne sembra consapevole, ma è abbastanza sicura di sé da non lasciare che questi interferiscano con il loro rapporto professionale), mentre lui la considera soltanto una sorella minore, quindi è confuso quando lei afferma che non possono più essere amici come lo sono stati finora (rivelandogli che durante il precedente scontro con il sospettato, Richard Sloan, riusciva a pensare solo a lui). Alla fine dell'episodio, Sloan confessa gli omicidi dicendo di aver agito per ordine di un certo "Basilisco", che si scopre essere un esperimento mentale, però poi gli sparano, lasciando la squadra a volere risposte.
- Guest star: Joel Johnstone (Jack Nikolayevich), Jordan Cox (Richard Sloan), Sara Amini (Sonya Nikolayevich), Sarah Gilman (Penelope "Penny" Gill), Joe Gillette (Alan Herskovitz), Patrick Cage (Lamont Moore), Karen Strassman (Prudence Perlmutter), Michael Sasaki (Grant Winslow), Justin Dray (Derek Smith), Ronin Lee (Clarence Mosley), Devyn LaBella (Lynn Zobrist).
- Ascolti Italia: telespettatori 506 000 – share 3,10%[5]

## Virale
- Titolo originale: Eyeballs
- Diretto da: Allison Liddi - Brown
- Scritto da: Ryan Lee

### Trama
Chris, suo malgrado, finisce sotto i riflettori dopo che un ospite famoso viene brutalmente ucciso a una festa di influencer e il caso si ricollega a un omicidio precedentemente seguito da lui attraverso il proprio profilo social, prima che entrasse nel CSI. Tra i sospettati vi è nuovamente Warren Bart, il migliore amico e coinquilino della vittima, come quattro anni prima, quando erano stati accusati di aver ucciso la loro vicina; le tracce di DNA su un'ascia, presumibilmente l'arma del delitto, non lasciano dubbi. Chris, il quale aveva contribuito a farli scagionare tramite uno dei propri video, tuttavia si convince che qualcuno stia cercando di incastrarlo e che il vero bersaglio della macchinazione potrebbe essere proprio il laboratorio. Max è arrabbiata con lui per non averle mai detto dell'esistenza del profilo social (anche se egli insiste nell'affermare di non postare mai nulla riguardante casi aperti) ma allo stesso tempo preoccupata che altri utenti vogliano vendicarsi su di lui, tanto che gli raccomanda di girare armato e chiede alla detective Chavez di fargli assegnare una scorta. Alla fine dell'episodio, Chris registra un ultimo video per il profilo che ha deciso di chiudere, mentre Max si reca ad allenarsi al poligono di tiro.
- Guest star: Connor Price (Vincent), Sara Amini (Sonya Nikolayevich), Zach Tinker (Warren Bart), Tish Daniels (Smitherman), Madison Lewis (Kristen), Riley Lewis (Jessa), Ruben Vernier (Marc), Cecile Cubilò (Ana Reynolds).
- Ascolti Italia: telespettatori 510 000 – share 4,20%[5]

## Cara
- Titolo originale: Trinket
- Diretto da: Ruben Garcia
- Scritto da: Safia M. Dirie

### Trama
All'interno di un garage viene trovato nascosto un ragazzino, Michael, soccorso dalla squadra della Scientifica. Egli non parla per via del trauma subìto, ma si intuisce subito che deve essere scappato da un aguzzino. Presto emergono particolari inquietanti legati alla scomparsa di una sedicenne, Cara Jefferson, sua madre, avvenuta otto anni prima. Il caso viene quindi riesaminato, anche perché quell'estate scomparvero altre tre ragazze della stessa scuola di Cara, i cui genitori vengono risentiti come testimoni. La madre Mary Trask all'epoca aveva riferito alla Polizia di sospettare che il responsabile della scomparsa fosse il fidanzato della figlia, Sam Daley, il quale nega il proprio coinvolgimento spiegando che loro due fingevano solamente di frequentarsi: lui è gay e provenendo da una famiglia fortemente religiosa doveva mantenere il segreto; inoltre, la stessa Cara frequentava qualcuno più grande e non voleva che i genitori lo sapessero. Il cadavere viene individuato in una fossa scavata di recente e gli accertamenti medico - legali confermano che la giovane è stata stuprata ripetutamente e tenuta segregata per diversi anni, oltre ad aver partorito tre mesi prima. L'indagine conduce a Jake Rooney, l'insegnante di musica della vittima (che aveva talento come cantante), il quale ammette di essere lui il padre di Michael (lei gli aveva detto di essere incinta prima di scomparire), ma di non avere nulla a che fare con le altre ragazze, aggiungendo che lui e Cara avevano progettato di scappare insieme ma che lei non si era mai presentata. Nelle vicinanze del luogo del ritrovamento del cadavere, i cani rilevano una minuscola mano: è il bambino di Cara, una femmina deceduta per negligenza. Beau scopre un appartamento nascosto dietro a un pannello segreto nel muro della cantina dei Trask, deducendo che è lì che madre e figlio sono stati tenuti segregati: appena la stanza ha iniziato a riempirsi d'acqua, i due hanno gridato aiuto ma l'insonorizzazione della stessa ha fatto in modo che nessuno li sentisse, allora hanno tentato di aprirsi una via di fuga senza riuscirvi; Pete, il padre di Cara, li ha successivamente trovati e seppelliti, ignorando che Michael fosse ancora vivo. Durante un interrogatorio formale, egli afferma che quattro mesi prima la figlia, incinta, era tornata a casa chiedendo un posto dove stare e lui le aveva concesso l'appartamento nel seminterrato. Il DNA conferma che la neonata rinvenuta nel letto del fiume è sua, perciò è stato lui ad abusare di Cara e a tenerla segregata; mentre viene portato via in manette, urla che non poteva lasciarla andare perché era innamorato di lei. Anche Mary viene arrestata in quanto complice: ha lasciato che Pete la sposasse solo per fargli possedere Cara. Beau è quello che prende più a cuore il caso, proiettandolo sulle proprie paure di genitore, e alla fine Max lo informa che Sam Daley (l'ex fidanzato della ragazza) e il compagno hanno deciso di adottare Michael. Beau però, molto turbato, le consegna il proprio kit affermando di voler restare in laboratorio e di non andare più sul campo. Nel frattempo, Max riceve una cartolina di ringraziamento scritta in inchiostro d'argento, corrispondente a quella rinvenuta nell'appartamento di Alan Herskovitz, il denominatore comune tra i loro casi precedenti. Allie, Catherine e Penny cercano indizi sull'identità della mente che si cela dietro gli omicidi, concentrando l'attenzione sulla dottoressa Diane Auerbach, la psichiatra (succeduta al dottor Sarkisian) che aveva in cura Lynn Zobrist, Lamont Moore e Herskovitz.
- Guest star: Kathleen Wilhoite (dottoressa Diane Auerbach), Sara Amini (Sonya Nikolayevich), Sarah Gilman (Penelope "Penny" Gill), Henry Joseph Samiri (Michael), Mark Engelhardt (Pete Trask), Missy Yager (Mary Trask), Reid Emmons (Samuel Daley), John Garet Stoker (Jake Rooney), Hilda Boulware (Ruth), Tristan Cunningham (assistente sociale).
- Ascolti Italia: telespettatori 661 000 – share 3,60%[8]

## Polvere alla polvere
- Titolo originale: When the Dust Settles
- Diretto da: Rachel Raimist
- Scritto da: Jordana Lewis Jaffe

### Trama
La squadra dei CSI riapre un caso di quattro anni prima che vedeva coinvolte due sorelle, Mimi e Sasha Khan, la prima finita in coma e l'altra morta, apparentemente per un trattamento ai capelli, nel salone da parrucchiera di cui erano proprietarie. Mimi si risveglia improvvisamente dichiarando che il decesso della sorella non è stato un incidente, bensì un omicidio, e accusa Ken, il marito di Sasha. Folsom e la detective Chavez parlano con i dipendenti del salone, inclusi Heather, la migliore amica di Mimi che gestiva la contabilità e le scorte, e William, figlio diciannovenne di Sasha e Ken. Le analisi forensi determinano che Sasha è stata uccisa da esalazioni di formaldeide con la quale era stato avvelenato il trattamento alla cheratina; qualcuno ha messo fuori uso il sistema di ventilazione cosicché i fumi penetrassero nei polmoni delle sorelle. Inoltre, la consapevolezza di Mimi di aver visto un "mostro con artigli" subito prima di svenire viene dimostrata essere una persona che portava una maschera antigas per proteggersi dalle esalazioni. Il salone vendeva prodotti scadenti e contraffatti, e ciò potrebbe aver costituito un movente; vengono anche rinvenute tracce di un farmaco contro la caduta dei capelli. Alla fine, tutte le prove confermano che l'assassina è Heather: infatti acquistava shampoo e balsami economici facendoli passare per di prima qualità, intascandosi poi i profitti. A un certo punto, Sasha aveva scoperto quello che faceva, ma Heather non le ha dato la possibilità di denunciarla; sapeva che quella sera Sasha si sarebbe fatta un trattamento alla cheratina, così ha falsificato la bottiglia e chiuso l'impianto di climatizzazione del salone, ma Mimi non è morta. Durante le viste giornaliere in ospedale, Heather ha continuato a insinuare all'orecchio di Mimi che potesse essere stato Ken, e questo pensiero è penetrato nella mente di Mimi facendola convincere. William si reca a trovare la zia per la prima volta dal suo risveglio. Catherine (richiamata da Max nel giorno libero per il caso) deve conciliare il lavoro con le incombenze da nonna dopo che accetta di badare alla nipotina Hannah, figlia di Lindsey; non riuscendo a trovare una babysitter, finisce però per portarla con sé sulla scena del crimine e Lindsey si infuria con lei. Catherine confida a Max di non sapere davvero come far funzionare le cose con la figlia, e al termine dell'episodio tenta di sistemarle offrendosi di prendere due settimane di permesso per andare con lei e Hannah in vacanza alle Hawaii.
- Guest star: Chris Williams (Ken Yacoob), Joel Johnstone (Jack Nikolayevich), Shelli Boone (Mimi Khan), Nina Millin (Heather Glass), Tiffany C. Adams (Sasha Khan), Zoe Petrescu (Hannah), Adria Petrescu (Hannah), Capri - Antoine Vaillancourt (William), Luis Avila (Nick), Ashley Amato (Nicky), Nicole Dele (Nicole).
- Ascolti Italia: telespettatori 553 000 – share 3,30%[8]

## Ossa
- Titolo originale: Boned
- Diretto da: Erin Feeley
- Scritto da: Dave Metzger

### Trama
Harrison Cantwell, un archeologo che lavorava presso il Museo di Storia Naturale di una contea vicina, viene rinvenuto morto all'interno di un'area in cui aveva presumibilmente scoperto un'antica civiltà della fine dell'era glaciale, di circa dodicimila anni fa. Il corpo è scheletrizzato, facendo dedurre che il decesso risalga a circa quaranta o cinquanta giorni prima, e sia lui che la vittima alla quale appartiene il cranio individuato in mano a Cantwell sono stati uccisi con la stessa arma. L'autopsia determina che la causa della morte sono stati cinque colpi inferti con un oggetto di pietra e che Cantwell ha tentato di difendersi. Oltre ai colleghi del museo, i quali avrebbero potuto approfittare della sua scoperta del secolo, anche la moglie Rose, che gestiva le finanze del marito, sembra avere un valido movente. Alla fine l'assassino si rivela essere il dottor Logan MacArthur: appena ricevuta la telefonata sulla scoperta della civiltà, egli si era recato immediatamente sul luogo per verificarne l'autenticità; Cantwell sarebbe diventato famoso per essa, e MacArthur ne era invidioso. I due hanno lottato, Harrison lo ha spinto nella fossa ma l'altro l'ha colpito con la punta di Clovis. MacArthur afferma che non avrebbe voluto che accadesse, ma era sconvolto che Harrison si sarebbe preso tutto il merito per la scoperta, sebbene il museo avesse utilizzato le proprie risorse per aiutarlo; viene arrestato. Alla fine dell'episodio, la detective Chavez racconta a Max (e dopo anche a Folsom) che il motivo è che tempo prima aveva seguito il caso di una ragazza scomparsa il cui corpo non è mai stato ritrovato, bensì soltanto il teschio, perciò le è rimasto impresso. Inoltre, dopo che una donna, Molly Tate, uccide il proprio aggressore davanti a casa, Max nota un altro messaggio criptico scritto in inchiostro d'argento; i sospetti sono sempre concentrati sulla dottoressa Diane Auerbach, la psicologa infantile che aveva in cura tutte le precedenti vittime e che attualmente è fuori città per una conferenza. Max si reca a trovare Molly, che però è convinta che le persone possano leggerle la mente e quindi si rifiuta di collaborare per non finire in un reparto psichiatrico. Allora Max si apre con lei raccontandole della propria aggressione e di quanto sia stato difficile riprendersi; nel momento in cui le menziona una cartolina in inchiostro d'argento e un dossier, Molly cede e le consegna una pila di fogli. Al laboratorio, Penny li esamina constatando che contengono ben 453 pagine di materiale ricattatorio: emerge che alcuni anni prima, Molly aveva confessato alla propria terapista qualche piccolo reato non violento commesso (quindi probabilmente quest'ultima se n'è servita per manipolarla). La calligrafia del dossier corrisponde agli appunti scritti a mano che la dottoressa utilizzava durante le proprie sessioni, e i biglietti da lei stampati con la stampante dello studio contengono la stessa imperfezione di quella nelle cartoline in inchiostro d'argento rinvenute sulle scene dei crimini. Poiché lei è l'unica autorizzata dalla legge ad avere quegli appunti, tutto la indica come la mente dietro i delitti.
- Guest star: Joel Johnstone (Jack Nikolayevich), Emily Althaus (Molly Tate), Sarah Gilman (Penelope "Penny" Gill), Arye Gross (dottor Logan MacArthur), Shelly Bhalla (dottoressa Laura Qadiri), Jud Tylor (Rose Cantwell), Michael DeMarco (Tad), Mike Kopera (Harrison Cantwell), Tom Beyer (guida), Brody Hudson Schaffer (Billy).
- Ascolti Italia: telespettatori 542 000 – share 4,20%[8]

## Non c'è due senza tre
- Titolo originale: Third Time's the Charm
- Diretto da: Eduardo Sanchez
- Scritto da: Tom Szentgyorgyi

### Trama
La squadra della Scientifica di Las Vegas, assistita dal dottor Milton Hudson, medico legale che sostituisce temporaneamente Sonya che si trova fuori città, indaga sulla morte di Michael Webber, concorrente di una competitiva gara di abbuffate. Inizialmente sembra sia stato accoltellato, ma la sostanza rossa sul corpo si rivela essere salsa barbecue. La moglie della vittima riferisce alla detective Chavez che era preoccupata per lo stile di vita del marito, poiché mangiare così tanto è dannoso per l'organismo, ma lui non intendeva smettere. Un delinquente recidivo con diversi arresti per aggressione con coltello viene interrogato: ammette di essersi azzuffato fisicamente con Webber, il quale era fuori di testa. Hudson informa i tecnici che l'uomo non è morto per accoltellamento, è stato avvelenato da spore di funghi dell'inchiostro: a darglieli è stata la moglie per costringerlo a lasciare le competizioni. Folsom tuttavia è scettico e continua a pensare che manchi qualcosa al quadro; è proprio lui ad avere l'intuizione risolutiva e finale: l'uomo è morto folgorato, dunque è stato un incidente. La moglie viene rilasciata, anche se potrebbe essere comunque incriminata per l'avvelenamento. Nel frattempo, il cerchio si stringe attorno alla dottoressa Diane Auerbach, sospettata di essere il "killer dell'inchiostro d'argento". Allie si apposta in auto davanti casa sua per portarla alla Centrale di Polizia e interrogarla non appena arriverà (infatti tornerà in città prima del previsto), e la detective Chavez la raggiunge per assicurarsi che tutto si svolga nel modo corretto, facendole poi capire che non hanno abbastanza prove per fermarla subito; allora Allie si impegna per ottenere un mandato di perquisizione. Le due tornano davanti alla casa e non ricevendo risposta entrano. Improvvisamente una figura incappucciata esce correndo dalla porta principale e fugge in auto; viene emessa una segnalazione per la Auerbach. Allie trova un volume intitolato Manoscritto di Voynich, un codice illustrato del Medioevo scritto in un linguaggio indecifrabile: i simboli al suo interno sono molto simili a quelli sulle cartoline in inchiostro d'argento. Le accurate analisi forensi conducono a una baita in montagna registrata sotto il nome della madre della dottoressa: è vuota, ma sul retro ne scoprono il cadavere appeso a testa in giù per la caviglia (e con le mani legate dietro la schiena) a una grande croce di legno. Naturalmente non può esservi salita da sola e non è lei l'assassina, qualcuno l'ha uccisa.
- Guest star: Derek Webster (dott. Milton Hudson), Kathleen Wilhoite (dottoressa Diane Auerbach), Brandon Keener (Jason Ketchum), Abigail Marlowe (Sheila Webber), Sandra Hinojosa (Rita DeBenedetto), Anthony Fernandez (Calvin Dupree), Aaron Blakely (Michael Webber).
- Ascolti Italia: telespettatori 630 000 – share 3,50%[9]

## Strategia di gioco
- Titolo originale: Ashes, Ashes
- Diretto da: Stephanie A. Marquardt
- Scritto da: Marisa Tam

### Trama
Max e la squadra sono sempre più vicini alla soluzione del caso dell'inchiostro d'argento, sebbene la scoperta del cadavere della dottoressa Auerbach abbia rappresentato l'ennesima battuta d'arresto; chiunque l'abbia uccisa è il vero artefice dei delitti e presumibilmente la riteneva responsabile di qualcosa accaduto in passato. Folsom lavora per capire come l'assassino sia riuscito a sollevare il corpo per fissarlo alla croce, e tra l'altro la posizione ricrea la carta dei tarocchi denominata L'Impiccato, appunto appeso a testa in giù per la caviglia con le mani legate dietro la schiena; mentre Beau, convinto da Catherine a rientrare sul campo, e Penny cospargono di polvere per impronte l'intera baita, rilevandone solo di parziali. Penny ha l'idea di unirle insieme per formarne una completa utilizzabile. Folsom coinvolge Allie nelle simulazioni, e la detective Chavez interroga l'ex marito della Auerbach, che però ha un alibi. Mentre Sonya sta comunicando a Max le informazioni ricavate dall'autopsia, una figura vestita di nero si introduce nell'obitorio e prima di scappare lascia un biglietto con gli stessi scarabocchi indecifrabili già visti in precedenza, anche se questa volta contiene un'esplicita minaccia di morte a Max. Il DNA sul biglietto appartiene a un anziano novantaduenne; Max, Catherine e la detective Chavez si recano presso la casa di quest'ultimo, entrano nella dépendance e deducono che essa è il rifugio del killer poiché la stanza, dipinta di bianco, ha simboli scritti ovunque, su ogni superficie. Nel momento in cui Max preme l'interruttore della luce, scoppia un incendio che avvolge la stanza nelle fiamme; le tre sono in grado di uscire, ma le prove sono andate in fumo. Folsom è preoccupato per la sicurezza di Max, ma lei lo rassicura dicendo che il fatto che il killer l'abbia minacciata direttamente è totalmente fuori schema, significa che è in preda al panico e quindi commetterà errori. Poi spiega al figlio Bryan che dovranno nascondersi per un po' per restare al sicuro. Il puzzle di impronte conduce a tre potenziali sospettati, uno dei quali, Ted Hester, si rivela un personaggio chiave: infatti emerge che dietro la serie di omicidi c'è una specie di gioco perverso, in cui a ogni giocatore è assegnato un bersaglio e una volta eliminato, l'assassino eredita quello del giocatore precedente come prossimo incarico. Nel loro caso, la "ruota della morte" continua a girare finché non rimane una sola persona e tutti finiscono morti. Ted confessa l'omicidio della Auerbach e di essere lui la figura inseguita da Allie e Chavez a casa della dottoressa (nell'episodio precedente), afferma di avere un complice ancora là fuori, ma nega di avere a che fare con le cartoline in inchiostro d'argento e con i simboli. Folsom esamina il suo computer trovando istruzioni per uccidere ogni CSI. Nell'ultima scena si vede Molly Tate che viene trascinata fuori casa.
- Guest star: Sarah Gilman (Penelope "Penny" Gill), Kathleen Wilhoite (dottoressa Diane Auerbach), Luke Tennie (Bryan Roby), Sara Amini (Sonya Nikolayevich), Stephen Friedrich (Ted Hester), Eric Allan Kramer (Bob Auerbach), Bryan Michael Nunez (Diego Montoya), Adrian Favela (Juan Carlos Estrada).
- Ascolti Italia: telespettatori 528 000 – share 3,10%[9]

## In Cauda Venenum
- Titolo originale: We All Fall Down
- Diretto da: Ray Daniels
- Scritto da: Craig O' Neill e Graham Thiel

### Trama
La squadra della Scientifica è ora parte del gioco perverso a cui sono legati gli omicidi dell'inchiostro d'argento, un gioco che l'artefice è sicuro di vincere. In un vicolo viene rinvenuto il cadavere di Molly Tate, stavolta il killer ha lasciato un indizio: una propria impronta digitale in inchiostro d'argento sulla cartolina vicino al corpo. Essa riconduce a Ronald Winter, che ha un quoziente intellettivo di 160, quindi è intelligente abbastanza da aver architettato il complesso piano. Eseguendo l'autopsia di Molly, Sonya improvvisamente ha un malore e cade al suolo, riuscendo a intuire di essere stata infettata da qualcosa: il colpevole si sta servendo della giovane per avvelenare tutti; lei viene trasportata in ospedale. Per poter individuare la tossina e salvarla, devono prima identificare il veleno oppure trovare Winter, perciò mentre Allie affianca Jack in obitorio per esaminare gli appunti di Sonya, Max e Catherine si recano da Ted Hester in prigione sperando che possa fornire informazioni. Tuttavia, quest'ultimo rifiuta di cooperare, elogiando invece l'intelletto di Winter e aggiungendo che non lo troveranno se lui non vuole essere trovato. I test sul veleno non danno risultati, indicando o che è stato creato singolarmente o che è estremamente raro. All'improvviso, i cellulari dei membri della squadra iniziano a squillare nello stesso momento, è proprio Winter: egli conferma di essere colui che stanno cercando e sembra particolarmente interessato ad Allie; afferma di stare lavorando a qualcosa di molto più grande e che alleggerirà il loro operato. Jack è molto preoccupato per la sorella, poiché i suoi segni vitali stanno andando nella direzione sbagliata, e frustrato perché non riescono a individuare la sostanza che l'ha avvelenata, ma Allie lo incoraggia a restare ottimista e gli assicura che la salveranno. Gli scienziati brancolano ancora nel buio riguardo alla tossina, avendo scartato anche ricina, atropina e cocaina. I medici inducono a Sonya un coma farmacologico, ed Hester muore avvelenato da Winter per non correre rischi, prima che Max e Catherine possano parlargli nuovamente. Winter chiama di nuovo, questa volta soltanto Allie, dicendo che il proprio piano si metterà in moto quella sera stessa. Dopo numerosi tentativi, si scopre finalmente che la tossina è il tallio, e a Sonya viene somministrato l'antidoto; la squadra deduce anche che l'intenzione di Winter è di uccidere tutti i 293 pazienti di un ospedale psichiatrico della città rilasciando tallio vaporizzato, entrando nella chat del gioco, dove i killer si scambiavano i messaggi, ma fortunatamente sono in grado di evitare la strage separando la tossina dalla bomba e catturando Winter. In ospedale, Sonya si risveglia e ringrazia Allie attraverso il linguaggio dei segni. Jack informa quest'ultima e Folsom che la strada per il recupero della sorella sarà molto lunga, in quanto non si può sapere quanti danni il tallio abbia provocato al suo sistema nervoso.
- Guest star: Rob Morgan (Daniel Jordan), Darri Ingolfsson (Ronald Edward Winter), Sarah Gilman (Penelope "Penny" Gill), Luke Tennie (Bryan Roby), Sara Amini (Sonya Nikolayevich), Joel Johnstone (Jack Nikolayevich), Stephen Friedrich (Ted Hester), Mark Atteberry (Ronald Winter, Senior), Kathe Mazur (signora Tate), Emily Althaus (Molly Tate), Andrew Hwang (dottore).
- Ascolti Italia: telespettatori 548 000 – share 4,20%[9]

## La promessa
- Titolo originale: The Promise
- Diretto da: Brad Tanenbaum
- Scritto da: Anthony E. Zuiker e Alex Berry

### Trama
Sul fondo di un lago appena fuori Las Vegas viene ritrovato un barile con all'interno resti umani, che si scoprono essere quelli di una bambina uccisa quarant'anni prima. La ricostruzione facciale del cranio viene divulgata con dei volantini e ciò permette a Raquel Williams, la madre della piccola, di dare un nome alla vittima ma, parlando con Max, si rivela da subito astiosa e poco collaborativa: la sera dell'aggressione lei era stata gravemente ferita; al suo risveglio in ospedale scopre che la figlia Phoebe, anche lei ferita, risultava scomparsa. La polizia però ha trattato con sufficienza la donna senza fare delle indagini accurate perché le vittime erano di colore e Raquel è profondamente amareggiata per l'indifferenza delle istituzioni di cui è stata oggetto.
Max promette alla donna che farà quanto possibile per trovare il colpevole in modo da dare una degna sepoltura alla bambina e, per farlo, chiede alla donna se se la sente di sottoporsi a un rischioso intervento per rimuovere il proiettile che l'aveva colpita e che mai è stato rimosso: spera che le rigature possano far risalire all'arma e al proprietario.
La donna accetta e, tramite una complessa ricerca, la squadra di Max arriva a incastrare e ad arrestare l'omicida. Max si reca in ospedale per dare la bella notizia alla donna, ma scopre che è morta in seguito a complicazioni del delicato intervento. Non le resta che mantenere la promessa di far celebrare il promesso funerale della bambina, accompagnato però anche dal feretro della madre.
- Guest star: Eric Szmanda (Greg Sanders), Rob Morgan (Daniel Jordan), Luke Tennie (Bryan Roby), Derek Webster (dottor Milton Hudson), Sarah Gilman (Penelope "Penny" Gill), Judy Kain (dottoressa Heather Chumani), Brady Smith (Jeremiah Beck), Regina Taylor (Raquel Williams), Zion Broadnax (Phoebe Williams), Dani Woodson (giovane Phoebe Williams), Dar Dixon (Glenn Jones).
- Nota. Questo episodio vede il ritorno temporaneo di Greg Sanders, membro della serie originale CSI - Scena del crimine.
- Ascolti Italia: telespettatori 665 000 – share 3,70%[10]

## Dietro la maschera
- Titolo originale: Fractured
- Diretto da: Gina Lamar
- Scritto da: Liz Castricone e Safia M. Dirie

### Trama
La squadra di Max indaga su un attentato avvenuto nel corso di una festa in maschera per celebrare la costruzione di un nuovo casinò nel deserto, in cui un'esplosione ha ucciso tre uomini. Uno di loro, Bart Flynn, ricco imprenditore del gioco d'azzardo, non era certo apprezzato da tutti i dipendenti, ma le indagini inizialmente si concentrano su un gruppo di manifestanti ambientalisti contrari al nuovo fabbricato. Nel frattempo, Folsom è alle prese con le intemperanze dell'amico Trey, il quale per avere la sua attenzione gli fa credere che l'emergenza riguardi la madre; in realtà, appena Josh arriva al suo appartamento, vi trova un cadavere sul divano del soggiorno. Quest'ultimo inizia a sospettare che l'amico sia uno spacciatore (anche se non vorrebbe accusarlo direttamente), e in effetti a una seconda ispezione (in assenza di Trey) scopre alcune droghe nascoste in cucina. Alla fine dell'episodio, la detective Chavez lo arresta per omicidio e Trey si rende conto che è stato Folsom a informarla, e che ha fatto lo stesso con i poliziotti che precedentemente hanno perquisito l'appartamento, rompendo la fiducia che c'era tra loro.
- Guest star: Eric Szmanda (Greg Sanders), Daniel de Tomasso (Trey), Derek Webster (dottor Milton Hudson), Randy Oglesby (Ralph Cicero), Sarah Gilman (Penelope "Penny" Gill), Jessi Case (Haley Flynn), Rosslyn Luke (Stacey), Audi Resendez (Shandara Roberts), Bryan Marcos (Van Marlowe), Sol Romo (Rhonda Alvarez), Rick Gifford (sergente Wilcox).
- Ascolti Italia: telespettatori 673 000 – share 4,10%[10]

## Memorie perse
- Titolo originale: Dead Memories
- Diretto da: Pam Veasey
- Scritto da: Craig O'Neill

### Trama
La capacità di giudizio di Allie è messa alla prova quando una vecchia conoscenza della squadra, Gene Farrow, si presenta al laboratorio coperto di sangue, brandendo una mannaia e pretendendo di parlare con lei: la sua prozia Joan è stata torturata e uccisa da due individui mascherati che intendevano derubarla, ma lei si è rifiutata di rivelare la combinazione della cassaforte; la detective Chavez, Allie e Beau trovano il suo cadavere in giardino, legato a una sedia a rotelle e picchiata in modo simile ai tagli e ai lividi riportati da Farrow, che sostiene di essere stato drogato dato che non ricorda quasi nulla e appare il primo sospettato della morte anche perché le sue confuse prove a sostegno del proprio alibi vacillano. Tuttavia, alcuni singolari invitati alla sua festa della sera precedente hanno sicuramente qualcosa da nascondere. Nel frattempo, un terapista imposto a Max dal Dipartimento per aiutarla a gestire i problemi di controllo della rabbia a seguito dell'aggressione subìta le suggerisce di assumersi meno responsabilità al lavoro per migliorare il proprio benessere fisico e mentale, quindi lei decide di promuovere uno dei CSI di livello 3 a supervisore del turno di giorno, restringendo le opzioni a Folsom ed Allie; mentre Greg Sanders la informa che lascerà il laboratorio per un'opportunità di insegnamento, e lei si offre di contattare un aggancio alla Northwestern University. Dopo aver fatto arrestare l'amico Trey, Folsom cerca più volte di mettersi in contatto con la madre Jeannette senza riuscirci e si confida con Allie. Iniziando a preoccuparsi, si reca di persona alla sua roulotte e si incontrano; lui però nota un segno di iniezione su un braccio intuendo che sta facendo uso di stupefacenti come un tempo, lei allora lo manda via.
- Guest star: Eric Szmanda (Greg Sanders), J. P. Manoux (Gene Farrow), Derek Webster (dottor Milton Hudson), Michael Bofshever (dottor Franklin), Lolita Davidovich (Jeannette Folsom), Brea Bee (Shelly Walker), Jeff Lewis (Nestor "Nosferatu" Crane), Mei Pak (Patricia Ryden), Kerwin Thompson (William "Gore" Williamson).
- Ascolti Italia: telespettatori 642 000 – share 5,10%[10]

## Sangue e pistacchio
- Titolo originale: Shell Game
- Diretto da: Omar Madha
- Scritto da: Marisa Tam

### Trama
Il corpo di Ned Kirby, meteorologo di un'emittente televisiva locale, viene rinvenuto all'interno di una fabbrica di lavorazione di pistacchi (a cui era allergico) ricoperto di gusci. Si pensa che qualcuno dei colleghi possa averlo ucciso per ottenere il suo posto in prima serata. Al laboratorio si aprono le scommesse su chi verrà promosso da Max supervisore del turno di giorno; dopo molta riflessione, quest'ultima sceglie Allie sebbene abbia meno esperienza di Folsom, avendo intuito che desidera maggiormente la promozione e si impegnerà più duramente. Nel frattempo, Folsom chiede aiuto a un amico sergente di Polizia per reperire informazioni sugli spacciatori visti nel parcheggio per roulotte dove vive la madre. La detective Chavez scopre casualmente che Josh continua a tenere Allie al corrente della faccenda lasciando lei invece all'oscuro, e discute con lui perché irritata del fatto che non la coinvolga nella propria vita privata, proponendo che si prendano una pausa temporanea. Più tardi, Folsom segue la madre mentre incontra un noto spacciatore e le lascia un messaggio in segreteria dicendo che se sta davvero trasportando droga per loro, lui non potrà aiutarla. Jeannette sale in auto con il criminale e se ne vanno.
- Ascolti Italia: telespettatori 712 000 – share 4,50%[12]

## Le ultime parole
- Titolo originale: Dying Words
- Diretto da: Jason Tracey
- Scritto da: Jason Tracey

### Trama
- Ascolti Italia: telespettatori 627 000 – share 4,30%[12]